# アダムス＝クロッカー＝フィッシュ・ハウス
アダムス＝クロッカー＝フィッシュ・ハウス（Adams-Crocker-Fish House）は、マサチューセッツ州バーンテーブルの449ウィロー・ストリートにある歴史的な家屋。
このグリークリバイバルの家屋は1830年に作られ、1987年に国家歴史登録財に登録された。